# Lakehurst
Lakehurst és una població dels Estats Units a l'estat de Nova Jersey. Segons el cens del 2007 tenia 2.708 habitants.

## Demografia
Segons el cens del 2000, Lakehurst tenia 2.522 habitants, 870 habitatges, i 662 famílies. La densitat de població era de 1.058,4 habitants/km².
Dels 870 habitatges en un 41,4% hi vivien nens de menys de 18 anys, en un 57,5% hi vivien parelles casades, en un 13,4% dones solteres, i en un 23,9% no eren unitats familiars. En el 19,8% dels habitatges hi vivien persones soles el 6,6% de les quals corresponia a persones de 65 anys o més que vivien soles. El nombre mitjà de persones vivint en cada habitatge era de 2,9 i el nombre mitjà de persones que vivien en cada família era de 3,33.
Per edats la població es repartia de la següent manera: un 30,6% tenia menys de 18 anys, un 8% entre 18 i 24, un 34,1% entre 25 i 44, un 19,4% de 45 a 60 i un 8% 65 anys o més.
L'edat mediana era de 32 anys. Per cada 100 dones de 18 o més anys hi havia 100,3 homes.
La renda mediana per habitatge era de 43.567 $ i la renda mediana per família de 48.833 $. Els homes tenien una renda mediana de 35.403 $ mentre que les dones 26.667 $. La renda per capita de la població era de 18.390 $. Aproximadament el 4,4% de les famílies i el 7,1% de la població estaven per davall del llindar de pobresa.

## Poblacions més properes
El següent diagrama mostra les poblacions més properes.